# Cúp C1 châu Âu 1956–57
Cúp C1 châu Âu 1956–57 là mùa giải thứ hai của Cúp C1 châu Âu, giải đấu hàng đầu của bóng đá châu Âu. Real Madrid một lần nữa giành chức vô địch sau khi thắng Fiorentina 2–0 trong trận chung kết tại Sân Santiago Bernabéu, Madrid, vào ngày 30 tháng 5 năm 1957.
Sau thành công lớn của giải đấu đầu tiên, sáu quốc gia cử đại diện tham gia: Bulgaria, Tiệp Khắc, Anh, Luxembourg, Romania và Thổ Nhĩ Kỳ. Hiệp hội bóng đá Anh ("FA") không cho Chelsea tham gia năm 1955, và tiếp tục coi giải đấu này làm sao nhãng giải trong nước. Nhưng dù vậy, Manchester United đã bỏ qua FA để tham gia giải với tư cách vô địch Anh, trở thành đội bóng Anh đầu tiên chơi ở các giải châu Âu. Một vị trí tham gia được trao cho Real Madrid với tư cách đương kim vô địch, thay thế suất của Saar sau khi hòa nhập lại với Tây Đức.

## Vòng loại
Rút thăm vòng loại được diễn ra tại trụ sở UEFA ở Paris ngày 29 tháng 6 năm 1956. 21 đội được chia làm ba bảng theo địa lý. Bốn đội đầu tiên sẽ thi đấu vòng loại vào tháng 9, còn 3 đội còn lại sẽ được đặc cách vào thẳng.
|         |        | Pot 1 Đông Âu         | Pot 2 Bắc-Tây Âu  | Pot 3 Nam-Trung Âu |
| ------- | ------ | --------------------- | ----------------- | ------------------ |
| Cặp đấu | Trận 1 | Slovan UNV Bratislava | Nice              | Porto              |
| Cặp đấu | Trận 1 | CWKS Warszawa         | AGF Aarhus        | Athletic Bilbao    |
| Cặp đấu | Trận 2 | Galatasaray           | Anderlecht        | Borussia Dortmund  |
| Cặp đấu | Trận 2 | Dinamo București      | Manchester United | Spora Luxembourg   |
| Byes    | Byes   | Budapest Honvéd       | Rangers           | Fiorentina         |
| Byes    | Byes   | Rapid Wien            | Norrköping        | Grasshopper        |
| Byes    | Byes   | CDNA Sofia            | Rapid JC          | Sao Đỏ Beograd     |

Lịch thi đấu được các đội tự sắp xếp trước 1 tháng 10.
| Đội 1                 | TTS  | Đội 2             | Lượt đi | Lượt về |
| --------------------- | ---- | ----------------- | ------- | ------- |
| Borussia Dortmund     | 5-51 | Spora Luxembourg  | 4–3     | 1–2     |
| Dinamo București      | 4–3  | Galatasaray       | 3–1     | 1–2     |
| Slovan UNV Bratislava | 4–2  | CWKS Warszawa     | 4–0     | 0–2     |
| Anderlecht            | 0–12 | Manchester United | 0–2     | 0–10    |
| AGF Aarhus            | 2–6  | Nice              | 1–1     | 1-5     |
| Porto                 | 3-5  | Athletic Bilbao   | 1–2     | 2–3     |

1 Borussia Dortmund thắng Spora Luxembourg 7–0 trong trận play-off.

### Lượt đi
| Borussia Dortmund                              | 4–3     | Spora Luxembourg     |
| ---------------------------------------------- | ------- | -------------------- |
| Bracht 31' · Niepieklo 54' · Preißler 61', 73' | Báo cáo | Boreux 25', 34', 88' |

| Dinamo București         | 3–1     | Galatasaray |
| ------------------------ | ------- | ----------- |
| Voica 10', 67' · Ene 84' | Báo cáo | Oktay 77'   |

| Anderlecht | 0–2     | Manchester United        |
| ---------- | ------- | ------------------------ |
|            | Báo cáo | Viollet 25' · Taylor 75' |

| Slovan UNV Bratislava                               | 4–0     | CWKS Warszawa |
| --------------------------------------------------- | ------- | ------------- |
| Pažický 23', 68' · Kováč 30' (ph.đ.) · Moravčík 40' | Báo cáo |               |

| AGF Aarhus               | 1–1     | Nice     |
| ------------------------ | ------- | -------- |
| Erik Bechmann Jensen 16' | Báo cáo | Foix 61' |

| Porto     | 1–2     | Athletic Bilbao        |
| --------- | ------- | ---------------------- |
| Matos 54' | Báo cáo | Gaínza 8' · Canito 75' |

### Lượt về
| Spora Luxembourg         | 2–1     | Borussia Dortmund |
| ------------------------ | ------- | ----------------- |
| Fiedler 22' · Letsch 39' | Báo cáo | Preißler 28'      |

Borussia Dortmund 5-5 Spora Luxembourg chung cuộc; play-off needed.
| CWKS Warszawa            | 2–0     | Slovan UNV Bratislava |
| ------------------------ | ------- | --------------------- |
| Kowal 52' · Brychczy 63' | Báo cáo |                       |

Slovan UNV Bratislava thắng 4–2 chung cuộc.
| Manchester United                                                              | 10–0    | Anderlecht |
| ------------------------------------------------------------------------------ | ------- | ---------- |
| Taylor 8', 20', 52' · Viollet 25', 38', 44', 65' · Whelan 61', 82' · Berry 75' | Báo cáo |            |

Manchester United thắng 12–0 chung cuộc.
| Athletic Bilbao               | 3–2     | Porto                  |
| ----------------------------- | ------- | ---------------------- |
| Artetxe 14', 73' (ph.đ.), 82' | Báo cáo | Hernâni 4' · Matos 20' |

Athletic Bilbao thắng 5–3 chung cuộc.
| Nice                                         | 5–1     | AGF Aarhus |
| -------------------------------------------- | ------- | ---------- |
| Foix 2' · Milazzo 27', 74' · Faivre 45', 60' | Báo cáo | Jensen 77' |

Nice thắng 6–2 chung cuộc.
| Galatasaray           | 2–1     | Dinamo București |
| --------------------- | ------- | ---------------- |
| Aytaç 42' · Oktay 89' | Báo cáo | Suru 31'         |

Dinamo București thắng 4–3 chung cuộc.

### Play-off
| Borussia Dortmund                                                    | 7–0     | Spora Luxembourg |
| -------------------------------------------------------------------- | ------- | ---------------- |
| Preißler 24', 36' · Simmer 29' · Kelbassa 40', 49', 63' · Peters 57' | Báo cáo |                  |

## Tứ kết
| Đội 1           | TTS | Đội 2             | Lượt đi | Lượt về |
| --------------- | --- | ----------------- | ------- | ------- |
| Athletic Bilbao | 5–6 | Manchester United | 5–3     | 0–3     |
| Fiorentina      | 5–3 | Grasshopper       | 3–1     | 2–2     |
| Real Madrid     | 6–2 | Nice              | 3–0     | 3–2     |
| Sao Đỏ Beograd  | 4–3 | CDNA Sofia        | 3–1     | 1–2     |

### Lượt đi
| Athletic Bilbao                                          | 5–3     | Manchester United                     |
| -------------------------------------------------------- | ------- | ------------------------------------- |
| Uribe 2', 28' · Marcaida 43' · Merodio 73' · Artetxe 78' | Báo cáo | Taylor 48' · Viollet 54' · Whelan 85' |

| Fiorentina                   | 3–1     | Grasshopper  |
| ---------------------------- | ------- | ------------ |
| Segato 3' · Taccola 10', 12' | Báo cáo | Ballaman 31' |

| Real Madrid                   | 3–0     | Nice |
| ----------------------------- | ------- | ---- |
| Joseíto 18' · Mateos 49', 72' | Báo cáo |      |

| Sao Đỏ Beograd               | 3–1     | CDNA Sofia |
| ---------------------------- | ------- | ---------- |
| Kostić 6', 25' · Popović 53' | Báo cáo | Yanev 88'  |

### Lượt về
| Manchester United                    | 3–0     | Athletic Bilbao |
| ------------------------------------ | ------- | --------------- |
| Viollet 42' · Taylor 70' · Berry 85' | Báo cáo |                 |

Manchester United thắng 6-5 chung cuộc
| CDNA Sofia                          | 2–1     | Sao Đỏ Beograd    |
| ----------------------------------- | ------- | ----------------- |
| Bozhkov 22' (ph.đ.) · Panayotov 39' | Báo cáo | Tasić 29' (ph.đ.) |

Sao Đỏ Beograd thắng 4–3 chung cuộc
| Grasshopper                      | 2–2     | Fiorentina                |
| -------------------------------- | ------- | ------------------------- |
| Ballaman 25' · Vukosavljević 85' | Báo cáo | Julinho 7' · Montuori 52' |

Fiorentina thắng 5–3 chung cuộc
| Nice                         | 2–3     | Real Madrid                       |
| ---------------------------- | ------- | --------------------------------- |
| Foix 15' · Ferry 82' (ph.đ.) | Báo cáo | Joseíto 45' · Di Stéfano 50', 79' |

Real Madrid thắng 6–2 chung cuộc

## Bán kết
| Đội 1          | TTS | Đội 2             | Lượt đi | Lượt về |
| -------------- | --- | ----------------- | ------- | ------- |
| Sao Đỏ Beograd | 0–1 | Fiorentina        | 0–1     | 0–0     |
| Real Madrid    | 5–3 | Manchester United | 3–1     | 2–2     |

### Lượt đi
| Sao Đỏ Beograd | 0–1     | Fiorentina |
| -------------- | ------- | ---------- |
|                | Báo cáo | Prini 88'  |

| Real Madrid                            | 3–1     | Manchester United |
| -------------------------------------- | ------- | ----------------- |
| Rial 61' · Di Stéfano 63' · Mateos 83' | Báo cáo | Taylor 82'        |

### Lượt về
| Fiorentina | 0–0     | Sao Đỏ Beograd |
| ---------- | ------- | -------------- |
|            | Báo cáo |                |

Fiorentina thắng 1–0 chung cuộc
| Manchester United         | 2–2     | Real Madrid         |
| ------------------------- | ------- | ------------------- |
| Taylor 62' · Charlton 85' | Báo cáo | Kopa 25' · Rial 33' |

Real Madrid thắng 5–3 chung cuộc

## Chung kết
| Real Madrid                        | 2–0     | Fiorentina |
| ---------------------------------- | ------- | ---------- |
| Di Stéfano 69' (ph.đ.) · Gento 75' | Báo cáo |            |

## Cầu thủ ghi bàn nhiều nhất
| Hạng | Tên                | Team              | Goals |
| ---- | ------------------ | ----------------- | ----- |
| 1    | Dennis Viollet     | Manchester United | 9     |
| 2    | Tommy Taylor       | Manchester United | 8     |
| 3    | Alfredo Di Stéfano | Real Madrid       | 7     |
| 4    | Alfred Preißler    | Borussia Dortmund | 6     |
| 5    | José Artetxe       | Athletic Bilbao   | 5     |
| 5    | Jacques Foix       | Nice              | 5     |
| 5    | Bora Kostić        | Sao Đỏ Beograd    | 5     |
| 8    | Jacky Faivre       | Nice              | 4     |
| 8    | Ivan Petkov Kolev  | CDNA Sofia        | 4     |
| 10   | Marc Boreux        | Spora Luxembourg  | 3     |
| 10   | Ernst Happel       | Rapid Wien        | 3     |
| 10   | Joseíto            | Real Madrid       | 3     |
| 10   | Alfred Kelbassa    | Borussia Dortmund | 3     |
| 10   | Enrique Mateos     | Real Madrid       | 3     |
| 10   | Armando Merodio    | Athletic Bilbao   | 3     |
| 10   | Billy Whelan       | Manchester United | 3     |